# Dinant
Dinant er en belgisk by og kommune i Vallonien ved floden Maas i provinsen Namur. Byen ligger omkring 90 km sydøst for hovedstaden Brussel og 30 km sydøst for Charleroi, 30 km syd for Namur og 20 km nord for Givet i Frankrig. Kommunen Dinant omfatter de gamle belgiske kommuner Anseremme, Bouvignes-sur-Meuse, Dréhance, Falmagne, Falmignoul, Foy-Notre-Dame, Furfooz, Lisogne, Sorinnes og Thynes.
Dinantområdet har været befolket i neolitikum, den keltiske periode og i romertiden. Det nævnes første gang omkring år 600 e.Kr.
Byen er bl.a. kendt for sin katedral Notre Dame de Dinant, der er en af de største og mest markante bygningsværker i byen, og fæstningen Citadelle de Dinant, som ligger på en klippe højt hævet over byen. Desuden blev opfinderen af saxofonen Adolphe Sax født i byen i 1814.
Byen er kendt både nationalt og internationalt for deres særlige kiks, Couque de Dinant.